# Cuineta

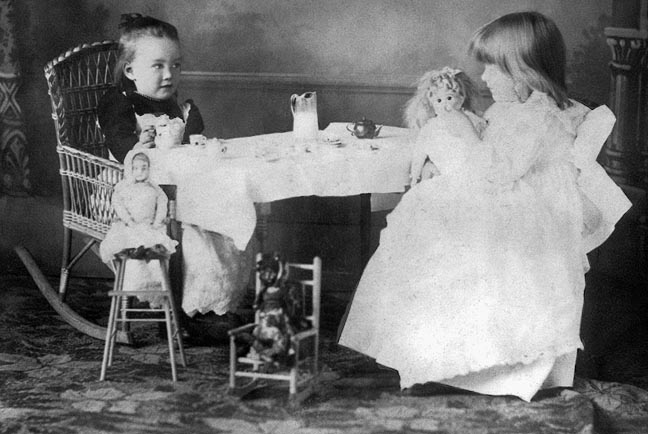
Cuineta a la dècada de 1890.

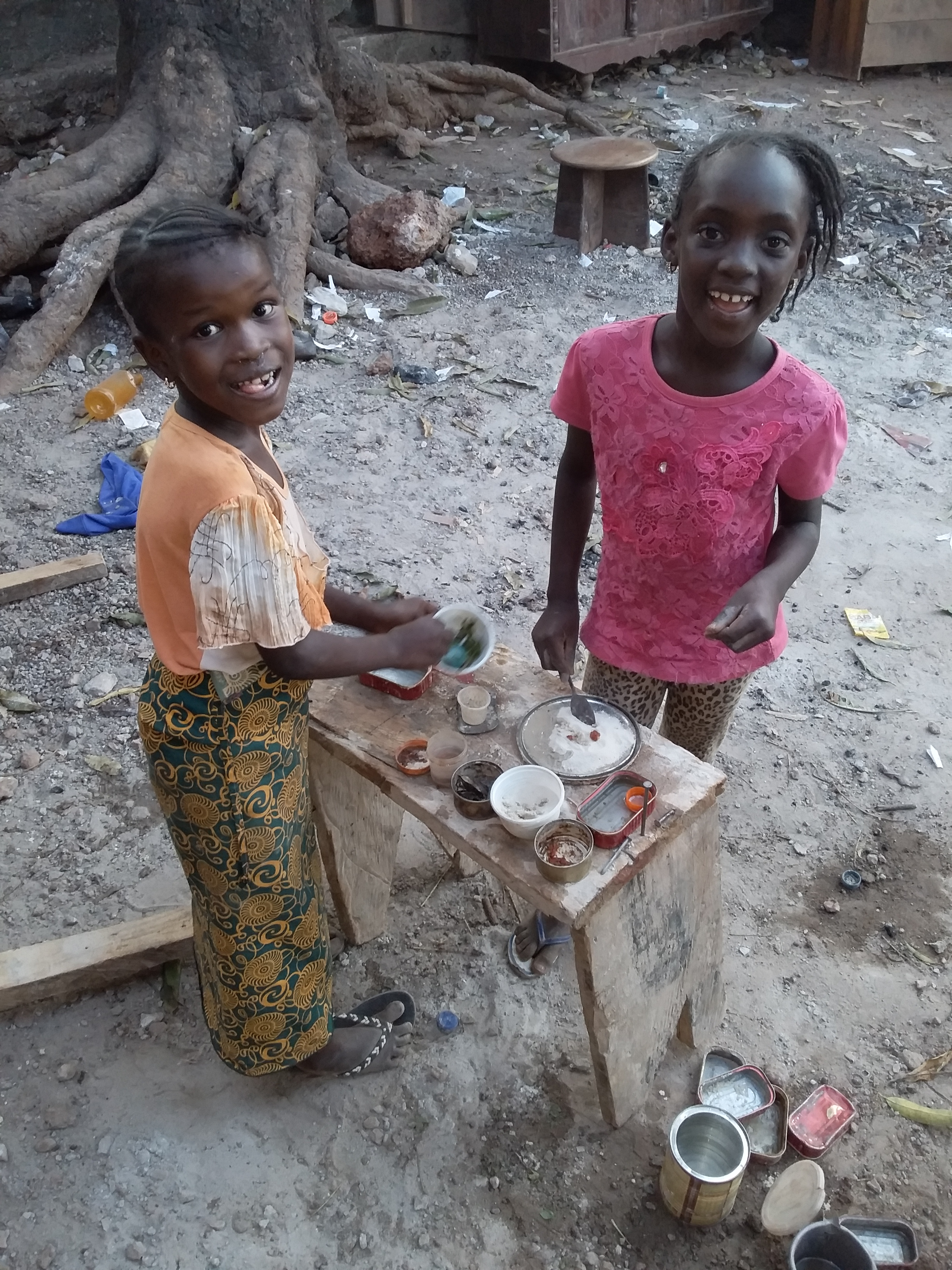
Nenes juguen a la dineta en un suburbi de Conakry (2019).

La cuineta o coudinar és un joc de simulació infantil al qual els nens fan con si cuinessin. És un joc infantil de jugar a cuinar un àpat, amb mainatges entre ells o amb una nineta.
Hi ha molts expressions per dir el mateix: fireta, coucuineta, coucuinetes, coudinar, coudineta, coudinetes, counyam, escuradeta o fregasseta) També se'n pot dir jugar a cuinetes, fer pastetes o fer dinarets quan es tracta de simular la preparació d'un plat o d'un àpat.
Tot hi serveix per a jugar, sobretot la sorra, les pedretes, les fulles de col, les herbes de marge de tota mena, l'aigua, les aglans, les flors… s'arreplega allò que hi ha a l'abast per a jugar i la imaginació fa la resta. El terme cuineta també correspon a la vaixella que s'hi fa servir.
És un dels multiples jocs de simulació als quals els nens imiten el paper dels adults.